# مصطفى الخروبي
مصطفى الخروبي (سنة 1939- توفي سنة 16 يوليو 2015) ضابط ليبي وهو عضو مجلس قيادة الثورة الليبية و أحد رفاق الزعيم معمر القذافي وقد تعرف على الزعيم القذافي في الكلية العسكرية في بنغازي وقد قام شارك في تأسيس حركة الضباط الوحدويون الأحرار التي تأسست في مدينة سبها عام 1961 وكان من ضمن الضباط الذين قاموا بالسيطرة على مبنى الإذاعة في بنغازي وقد كان برتبة ملازم وعند نجاح ثورة الفاتح من سبتمبر تمت ترقيته إلى رتبة نقيب وأصبح عضو في مجلس قيادة الثورة وقد قام بإحباط العديد من المحاولات الانقلابية من أشهرها المحاولة الانقلابية سنة 1975 التي قام بها عضو مجلس قيادة الثورة الرائد عمر المحيشي والرائد عبد المنعم الهوني وتمّت ترقيته إلى رتبة مُقدّم بقرار من رئيس الجمهورية العربية الليبية معمر القذافي وأصبح الشخص الوحيد في نظام القذافي الذي يدير أجهزة المخابرات الخاصة داخل ثكنات الجيش الليبي والمتابع لها وكان يُعرف بمحبتة لأعضاء مجلس قيادة الثورة وتمت ترقيته إلى رتبة لواء ثم إلى رتبة فريق ولم يشارك في الحرب الأهلية الليبية واعتزل العمل السياسي قبل قيام الحرب تم سجنه في سجن طرابلس المركزي عام 2011 وتوفي سنة 2015 في السجن ويعتبر في ليبيا أحد الرموز الوطنية

## الوفاة
توفي يوم الخميس 16 يوليو 2015 بعد ساعات من الإفراج عنه من السجن إثر تدهور حالته الصحية، وقال مقربون منه أنه أصيب بالمرض نتيجة التعذيب والمعاملة اللاإنسانية.